# Valentina o la serenidad
Valentina o la serenidad és una pel·lícula mexicana dramàtica de 2023, dirigida i escrita per Ángeles Cruz. La segona pel·lícula de Cruz se centra en Valentina, una nena de 9 anys que enfronta la mort accidental del seu pare, i va ser filmada en Vila de Guadalupe Victoria, a la regió mixteca amb el suport de FOCINE i de l'Estímulo a la Creación Audiovisual en México y Centroamérica para Comunidades Indígenas y Afrodescendientes (ECAMC).
Es va estrenar en el Festival Internacional de Cinema de Toronto, al Festival Internacional de Cinema de Morelia i a la 75a Muestra Internacional de Cine de la Cineteca Nacional. La pel·lícula va ser nominada a 3 Premis Ariel a la seva 66a edició, inclòs el de Millor Guió Original.

## Argument
Valentina ha perdut al seu pare en un accident al riu. Davant la incomprensió sobre què va ocórrer i en negació a no tornar a veure-ho, la petita emprendrà un viatge personal on la seva imaginació serà l'única guia per a descobrir què hi ha darrere d'aquesta inesperada i dolorosa pèrdua.

## Repartiment
- Danae Ahuja Aparicio
- Myriam Bravo
- Alexander Gadiel Mendoza Sánchez

## Producció
La pel·lícula està basada en l'experiència de dol d'Ángeles Cruz, qui va perdre al seu papà als 9 anys i va escriure el guió durant la Pandèmia de COVID-19. Va ser filmada a la Vall de Guadalupe Victoria, Oaxaca; es parla en castellà i mixtec i en el seu repartiment es troben membres de la localitat on es va realitzar.

## Premis i reconeixements
| Any  | Premi                                         | Categoria                                                  | Nominacions          | Resultat |
| ---- | --------------------------------------------- | ---------------------------------------------------------- | -------------------- | --- |
| 2024 | Premi Ariel                                   | Millor Guió Cinematogràfic Original                        | Ángeles Cruz         | Nominat |
| 2024 | Premi Ariel                                   | Millor coactuació femenina                                 | Myriam Bravo         | Nominat |
| 2024 | Premi Ariel                                   | Revelació actoral                                          | Danae Ahuja Aparicio | Nominat |
| 2024 | Festival Internacional de Cinema de Cleveland | Millor Pel·lícula - Competència de Narrativa Internacional | Ángeles Cruz         | style="background:#ffbbbb; color: black; text-align: center; vertical-align: middle;" class="table-no2"\| Nominat |
| 2024 | Festival Internacional de Cinema de Seattle   | Competència Iberoamericana                                 | Ángeles Cruz         | style="background:#ffbbbb; color: black; text-align: center; vertical-align: middle;" class="table-no2"\| Nominat |
| 2023 | Festival de Cinema Iberoamericà de Huelva     | Colón d'Or - Millor Pel·lícula                             | Ángeles Cruz         | Guanyador |
| 2023 | Festival de Cinema Iberoamericà de Huelva     | Millor Actriu                                              | Myriam Bravo         | Guanyador |
| 2023 | Festival Internacional de Cinema de Morelia   | Millor Pel·lícula - Llargmetratge                          | Ángeles Cruz         | Nominat |